# Лопиталь, Франсуа де
Франсуа де Лопиталь (де Л’Опиталь; фр. François de L'Hospital, 1583[…] — 20 апреля 1660, Париж) — военный деятель Франции XVII века, сеньор дю Аллье, граф де Росне, пэр Франции, участник Тридцатилетней войны, при Людовике XIII — маршал Франции (с 1643 года).

## Биография

Фамильный герб Лопиталей

Герб графа Франсуа Лопиталя де Росне

Младший сын Луи де Лопиталя и Франсуаз де Бришанто, дочери Николя де Бришанто. Младший брат Николя де Лопиталя, также получившего звание маршала (в 1617 году). Франсуа прочили должность настоятеля аббатства Сен-Жермен-де-Пре, однако сам Франсуа предпочёл военную карьеру.
Он вступил в жандармерию, где в 1615 году получил звание су-лейтенанта. В 1617 году вступил во 2-ю роту гвардейского корпуса, а в 1619 году стал кавалером ордена Святого Михаила. В 1621 году получил должность лагерного маршала, был назначен губернатором Бастилии. В ходе Гугенотских восстаний в 1622 году участвовал в осаде Руана, Монпелье, в 1628 — осаде Ла-Рошели.
С 1629 по 1633 год сопровождал маршала Ла-Форса в его походах в Италию, Лотарингию и Лангедок. К этому времени Лопиталь дослужился до чина капитан-лейтенанта гвардейской жандармерии. Затем он служил во Фландрии и Германии, в 1637 году получил звание генерал-лейтенанта. В 1639 году он стал губернатором Лотарингии, но при этом продолжил карьеру военного во главе армии Лотарингии (осада и захват замка Клемри в 1635 году, поражение при Лиффоль-ле-Гран, осада крепости Ла Мотты в 1642 году). С 1643 года Лопиталь стал губернатором Шампани и почетным советником с правом голоса на заседаниях парламента.
20 апреля 1643 года Лопиталь получает своё высшее звание — маршала Франции. В ходе Тридцатилетней войны участвовал в битве при Рокруа под командованием принца Людовика де Конде, где командовал левым флангом армии Франции. В этом же сражении получил ранение в руку. В 1655 году Франсуа де Лопиталь ушел в отставку и получил должность генерал-губернатора Шампани. Умер в Париже 20 апреля 1660 года, в возрасте 77 лет.